# Dismorfia do Snapchat

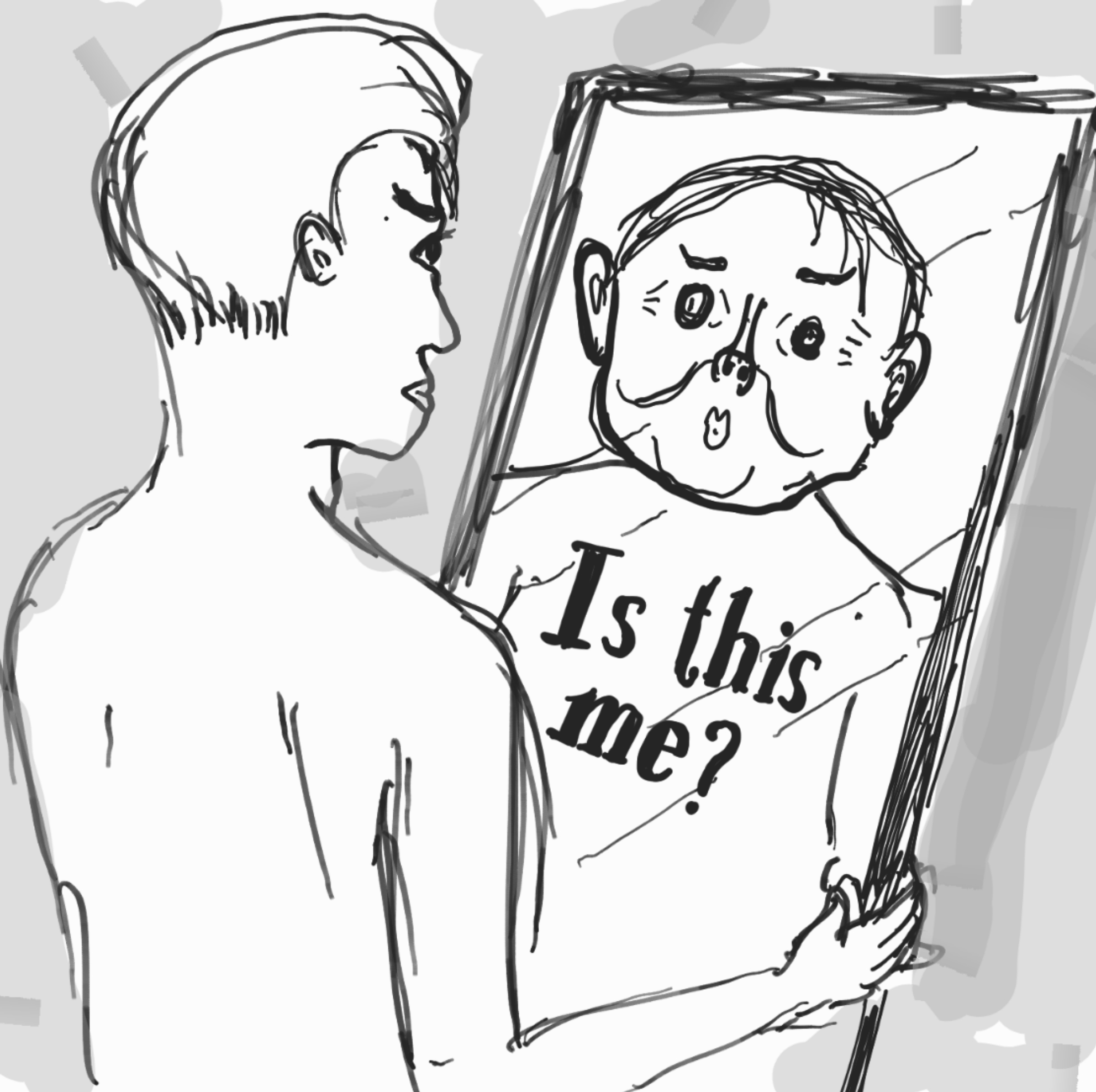
Ilustração do transtorno dismórfico corporal

Dismorfia do Snapchat, também conhecida como "dismorfia da selfie", é um fenômeno de tendência usado para descrever pacientes que procuram cirurgia plástica para replicar e parecer com suas selfies filtradas ou imagens alteradas de si mesmos. A crescente disponibilidade e variedade de filtros usados em aplicativos de mídia social, como Snapchat ou Instagram, permitem que os usuários editem e apliquem filtros às suas fotos em um instante – suavizar a pele, afinar o nariz, aumentar os olhos e fazer inúmeras outras edições nas características faciais. Essas imagens altamente editadas criam expectativas irrealistas e não naturais sobre a aparência de alguém, mostrando aos usuários uma visão "aperfeiçoada" de si mesmos. A desconexão entre a aparência real de alguém e as versões altamente filtradas de si mesmo se manifesta em insegurança corporal e dismorfia. A percepção distorcida de si mesmo pode potencialmente evoluir para uma preocupação obsessiva com falhas percebidas na própria aparência, um transtorno mental conhecido como transtorno dismórfico corporal (ou TDC). O TDC foi classificado como parte do espectro obsessivo-compulsivo e atualmente afeta um em cada cinquenta americanos.

## Relação entre o uso de mídias sociais e cirurgia estética
Em 2018, muitos meios de comunicação questionaram o crescente impacto das aplicações das redes sociais na escolha de cirurgias plásticas pelos utilizadores. Pesquisadores do Boston Medical Center (BMC) escreveram em um ensaio da JAMA Facial Plastic Surgery que, com o surgimento do Snapchat em 2011, houve um aumento nos casos de pacientes que vão aos consultórios de médicos estéticos para solicitar cirurgias que os façam parecer versões filtradas de si mesmos, semelhantes a como aparecem nos filtros do Snapchat. Esses filtros criam uma ilusão dismórfica na qual os filtros inatingíveis estabelecem uma desconexão das realidades de como os indivíduos se parecem e como eles desejam se parecer. Portanto, as fotos filtradas de aplicativos de mídia social incentivam os usuários a buscar melhorias constantes em sua aparência com base nos filtros. A pressão para atingir essa aparência estética impossível pode ser um fator causal no desencadeamento do TDC, e os indivíduos com TDC tendem a recorrer a cirurgias plásticas intensas. Com base nos resultados de uma pesquisa de 2022 da Academia Americana de Cirurgia Plástica e Reconstrutiva Facial, 79% dos cirurgiões plásticos relataram uma tendência de pacientes que buscam melhorias em sua aparência física com o desejo de ter uma aparência melhor em selfies.
O cirurgião plástico britânico Tijion Esho cunhou o termo “dismorfia do Snapchat” para explicar a tendência crescente de pacientes que procuram cirurgias cosméticas para obter versões filtradas de si mesmos. Esho notou que, com a crescente popularidade das plataformas e filtros de mídia social, mais pacientes vinham às consultas com imagens filtradas de si mesmos. No passado, os pacientes apareciam nas clínicas com fotos de celebridades ou modelos com quem queriam se parecer, mas nesta nova era de filtros, os pacientes agora usam suas selfies altamente editadas como referências para seus procedimentos estéticos. Vivemos agora numa geração em que tanto as mulheres como os homens estão mais conscientes do que nunca do ponto de vista visual e, devido à acessibilidade destas imagens filtradas através das redes sociais, os nossos sentimentos de autoestima podem ser altamente determinados pelo número de gostos e seguidores que recebemos através destas aplicações de redes sociais. Os investigadores descobriram que os utilizadores que utilizam plataformas de redes sociais com muitas imagens, como o Instagram, são mais propensos a considerar a possibilidade de se submeterem a uma cirurgia plástica. À medida que recebemos e compartilhamos imagens altamente selecionadas, essas imagens são exibidas publicamente e prontamente julgadas por colegas, familiares e até mesmo estranhos, o que nos torna mais críticos em relação à nossa aparência e à forma como nos apresentamos online. Portanto, imagens filtradas criam e mantêm expectativas irrealistas de ideais de beleza, o que gera uma maior demanda por cirurgias e procedimentos estéticos.

## Impacto negativo em adolescentes
Devido à prevalência da imagem e partilha digitais, os membros da “geração selfie” podem ficar hiper-fixados e obcecados por pequenas ou mesmo inexistentes falhas na sua aparência, o que pode levar a uma menor auto-estima e a uma maior auto-insatisfação, bem como à dismorfia. As plataformas de mídia social oferecem aos usuários um espaço online não apenas para controlar a maneira como se apresentam, mas também para criar versões idealizadas de si mesmos. Esses filtros reforçam um novo padrão de beleza inatingível, incluindo o “rosto do Instagram”, no qual os usuários podem ajustar suas características faciais e se conformar com uma versão irreal de si mesmos por meio das mídias sociais: maçãs do rosto altas, pele sem poros, olhos de gato, lábios carnudos e nariz pequeno.
Nos últimos anos, o uso generalizado de filtros tem contribuído para impactos psicológicos em meninas, pois elas estão entre as usuárias mais frequentes. Muitas vezes, as meninas se comparam às fotos filtradas, o que resulta em sentimentos de inadequação e insatisfação. Este fenômeno tem sido associado à baixa autoestima, problemas de imagem corporal e piora da saúde mental, como ansiedade e depressão. Os jovens, especialmente as adolescentes, estão usando esses filtros nas redes sociais que “embelezam” sua aparência, prometendo entregar uma versão aprimorada de sua aparência. Especificamente, com o surgimento da cultura das selfies, o Snapchat afirmou que há “duzentos milhões de usuários ativos diários que brincam ou veem lentes todos os dias para transformar sua aparência”, com mais de noventa por cento dos jovens nos EUA, França e Reino Unido atualmente usando filtros do Snapchat. A especialista em imagem corporal Jasmine Fardouly argumenta que há uma forte relação entre a imagem corporal negativa e o uso de edição de fotos. As redes sociais fornecem aos utilizadores ferramentas para controlar a sua aparência online, e a investigação constante sobre a auto-apresentação e a alteração das suas imagens podem ser prejudiciais para a autoestima e a satisfação corporal dos utilizadores. McLean et al. (2015) mostraram que as adolescentes que tinham maior envolvimento na manipulação e investimento em autoimagens tendem a estar mais preocupadas com sua aparência e imagem corporal, bem como associação com maiores preocupações relacionadas à alimentação e ao corpo.
De acordo com uma pesquisa do Projeto Dove de Autoestima, 60% das jovens se sentiram chateadas porque sua aparência real não correspondia à versão retocada delas online. Essas meninas que dedicaram muito tempo à edição de fotos se sentiram mais ansiosas, menos confiantes e menos atraentes fisicamente depois de se compararem às versões idealizadas de si mesmas. Este fosso conflitante entre as expectativas idealizadas e as duras realidades da aparência pode levar ao TDC, e o TDC pode frequentemente levar a problemas de saúde mental, incluindo depressão, transtornos de ansiedade, abuso de substâncias e comportamento suicida. Aos treze anos, 80% das jovens manipulam e distorcem a sua aparência online através de filtros de edição e alteração facial. Os adolescentes correm um risco elevado de depressão, preocupações com a imagem corporal e distúrbios alimentares devido à utilização das redes sociais – com 52% das raparigas a usar filtros de redes sociais todos os dias.

## Prevenção
Com o crescente debate sobre os potenciais impactos negativos dos filtros de mídia social e a conscientização cada vez maior sobre a dismorfia corporal, os filtros de mídia social foram duramente criticados por simular efeitos de distorção explícitos para promover cirurgias estéticas. Filtros de terceiros no Instagram, como o FixMe, permitiam que os usuários anotassem seus rostos de forma semelhante à forma como cirurgiões plásticos marcam áreas para melhorias cirúrgicas. Após uma controvérsia pública em torno desses filtros distorcidos, em agosto de 2020, uma nova política proibiu filtros que promoviam diretamente a cirurgia estética.
A Meta, que opera o Facebook, Instagram, Threads e WhatsApp, fez tentativas mínimas para restringir o uso de efeitos de distorção e filtros nas mídias sociais. Os filtros de distorção facial não aparecem mais na “Galeria de efeitos” do Instagram, que exibe os filtros mais populares da época. Quaisquer efeitos ou filtros de realidade aumentada (RA) que incentivem explicitamente a cirurgia estética não são permitidos no Instagram, pois pesquisas mostram que filtros que alteram o rosto podem fazer com que os usuários se sintam pior em relação à sua aparência.
O projeto de campanha #NoDigitalDistortion da Dove apoia jovens adolescentes na construção de autoconfiança e de uma imagem corporal positiva nas redes sociais. Por exemplo, o Projeto Dove de Autoestima criou um Kit de Confiança: um guia de recursos on-line para discussões sobre uso de mídias sociais e imagem corporal com jovens.
Um estudo publicado no JAMA Facial Plastic Surgery também enfatizou a necessidade de os cirurgiões plásticos examinarem seus pacientes para TDC antes de se submeterem a procedimentos cirúrgicos para verificar se há problemas subjacentes de dismorfia corporal. A cirurgia estética não é uma solução ou tratamento para o TDC e é importante que os cirurgiões estéticos ofereçam intervenções e discussões sobre objetivos estéticos alcançáveis.